# 酒井孝志
酒井 孝志（さかい たかし、1952年10月9日 - ）は、日本の経営者。

## 経歴
京都府京都市出身。洛星高等学校を経て、1977年に京都大学大学院工学研究科（衛生工学）を修了した後に、同年に大阪ガスに入社。取締役、常務、副社長などを歴任した。ガスアンドパワー取締役会長を経て、2018年から本州四国連絡高速道路代表取締役社長を務めている。